# Carlos Alberto Trovarelli
Carlos Alberto Trovarelli (ur. 22 czerwca 1962 w Cinco Saltos) – argentyński duchowny rzymskokatolicki, franciszkanin, od 2019 minister generalny Zakonu Braci Mniejszych Konwentualnych.

## Życiorys
15 lutego 1986 złożył pierwsze śluby zakonne, a 4 października 1990 profesję wieczystą. Święcenia kapłańskie przyjął 25 marca 1995. Był asystentem generalnym Federacji Ameryki Łacińskiej Braci Mniejszych Konwentualnych. 25 maja 2019 został wybrany przez Kapitułę generalną na generała zakonu Braci Mniejszych Konwentualnych i 120 następcę św. Franciszka.